# ديفيد بيكون
ديفيد بيكون (بالإنجليزية: David Bacon)‏ هو مبشر أمريكي، ولد في 1771، وتوفي في 27 أغسطس 1817.